# Зильцен
Зильцен (нем. Silzen) — община в Германии, в земле Шлезвиг-Гольштейн. 
Входит в состав района Штайнбург. Подчиняется управлению Хоэнлокштедт.  Население составляет 169 человек (на 31 декабря 2010 года). Занимает площадь 6,69 км².